# Jonathan Harvey (Autor)
Jonathan Paul Harvey (* 13. Juni 1968 in Liverpool) ist ein britischer Theaterautor.
Harvey studierte an der University of Hull und wurde anschließend Lehrer an einer Gesamtschule in Thamesmead, London.
Dort erhielt er den Auftrag, ein Stück für das Royal Court Young People´s Theatre zu schreiben: „Wildfire“, welches 1992 im Royal Court Theatre Upstairs uraufgeführt wurde.
Im gleichen Jahr schrieb er auch sein bisher bekanntestes und erfolgreichstes Stück Beautiful Thing.
Die Geschichte der zwei 16-jährigen Klassenkameraden Jamie Gangel und Steven Pearce, die ihre erste Liebe erleben und zwar miteinander, wurde am 28. Juli 1993 am Bush Theatre London uraufgeführt.
Das Stück wurde an jedem Theater, an dem es aufgeführt wurde, so begeistert aufgenommen, dass der Fernsehsender Channel Four Films 1996 bei Harvey ein Drehbuch für die Verfilmung in Auftrag gab. Harvey erweiterte sein Stück, so dass es filmgerecht wurde, und der Film wurde mit den Theaterschülern Glen Berry (Jamie) und Scott Neal (Steven) in den Hauptrollen unter der Regie von Hettie McDonald verfilmt. Auch der Film wurde ein voller Erfolg.
Weitere Theaterstücke waren beispielsweise:
- Babies – 1994
- Boom Bang A Bang – 1995

Außerdem verfasste er Drehbücher für das Fernsehen, darunter die erfolgreiche Comedy-Serie „Gimme Gimme Gimme“. Zuletzt schrieb Harvey das Buch zum Pet Shop Boys-Musical „Closer to Heaven“.
Harvey lebt und arbeitet als freier Autor in London.